# Inside (videoigra)
Inside (stilizirana kot INSIDE) je pustolovska miselno-platformna videoigra, ki jo je za PlayStation 4, Xbox One in Microsoft Windows razvil in leta 2016 objavil Playdead. Igra je za iOS izšla decembra 2017 za Nintendo Switch pa junija 2018. Različica za macOS je izšla junija 2020. Igralec nadzoruje dečka v distopičnem svetu, rešuje uganke iz okolja in se izogiba smrti. Igra je naslednica Playdeadove igre Limbo iz leta 2010 in ima podoben 2.5D način igranja.
Playdead je začel delati na Inside kmalu po izidu Limba, pri čemer je uporabil Limbov posebni igralni pogon. Ekipa je prešla na Unity, da bi poenostavila razvoj in dodala lastne rutine upodabljanja, ki so bile kasneje izdane kot odprtokodne. Igra je bila delno financirana s sredstvi Danskega filmskega inštituta. Inside je bila premierno predstavljena na Microsoftovi konferenci E3 2014, kjer je bila prvotno načrtovana za izdajo leta 2015, vendar je bil datum kasneje preložen na 2016.
Kritiki so igro ocenili kot izboljšavo v primerjavi z Limbo, hvalili so njeno umetniško smer, vzdušje in igralnost, kritizirali pa so vidike njene težavnosti. Igra je bila nominirana za številna priznanja, vključno z igro leta, in osvojila več neodvisnih in tehničnih dosežkov. Podobno kot Limbo tudi Inside velja za eno najboljših videoiger vseh časov.

## Igra
Inside je miselni platformer. Igralni lik je neimenovani fant, ki raziskuje nadrealistično in večinoma enobarvno okolje, predstavljeno na način 2.5D platforme. Igra je temna, z barvami, ki se zmerno uporabljajo za poudarjanje igralca in določenih delov okolja. Igra je tudi večinoma tiha, z izjemo občasnih glasbenih namigov, fantovega vokala, lajanja psov, opreme in zvočnih učinkov. Igralec nadzoruje fanta, ki hodi, teče, plava, pleza in s predmeti premaguje ovire in napreduje v igri. Fant dobi sposobnost nadzora nad drugimi telesi, da reši določene uganke, mehanika, ki jo je Marty Sliva iz IGN-a primerjala z mehaniko v The Swapperju. Na različnih točkah igre lahko igralec odkrije skrite sobe s svetlečimi kroglami. Če igralec skozi igro izključi vse krogle, odklene alternativni konec.
Fant lahko umre na različne načine. Lahko je ustreljen s pomirjevalno puščico, ga raztrgajo psi, ujamejo varnostni stroji, raznesejo udarni valovi ali pa se utopi. Tako kot v predhodni igri Limbo so tudi te smrti predstavljene realistično in so pogosto grafične ter si v večji meri zaslužijo ESRB-jevo oceno za odrasle v primerjavi z Limbo-jevo oceno za najstnike. Če lik umre, se igra nadaljuje z zadnje kontrolne točke.

## Zgodba
Fant zdrsne po skalnatem vzponu. Med tekom po gozdu naleti na zamaskirane stražarje z baterijskimi svetilkami, vozila z nameščenimi reflektorji in krvoločne pse čuvaje. Pobegne stražarjem, nato pa prečka cesto, kjer je postavljen blok z več vozili in stražarji, do kmetije, kjer so prašiče napadli parazitski črvi. Deček s pomočjo domačih živali in opremo pobegne v na videz zapuščeno mesto, kjer se s pomočjo nadzora uma premikajo vrste zombi podobnih ljudi. Zunaj mesta je velika tovarna poplavljenih prostorov, atrij udarnega vala in laboratorijsko okolje, kjer znanstveniki izvajajo podvodne poskuse na telesih.
Med prehodom teh območjih fant s čelado za nadzor uma nadzira neživa siva telesa, za katera se zdi, da delajo za organizacijo, ki nadzoruje kombije in pse. Fant sčasoma naleti na podvodno bitje, podobno sireni, ki mu pritrdi napravo, ki mu omogoča dihanje pod vodo.
Ko nadaljuje skozi pisarno in laboratorije, fant opazi znanstvenike, ki opazujejo veliko kroglasto celico. Fant vanjo vstopu in odkrije veliko mehurčku podobno bitje Klobčič (Huddle) sestavljeno iz humanoidnih udov, povezanih s štirimi kontrolnimi palicami. Po odklopu palic fanta potegne v Klobčič.
Klobčič pobegne iz zaprtega prostora, se prebije skozi pisarne in na svoji poti ubije nekatere znanstvenike. Znanstveniki Klobčič ujamejo v drug rezervoar, vendar spet pobegne in se prebije skozi leseno steno. Kotali se po gozdnem hribu in se naposled ustavi na travnati obali, obsijani s soncem.

### Alternativni konec
Če je igralec deaktiviral skrite svetlobne krogle v različnih bunkerjih, se fant lahko vrne v enega od bunkerjev in dobi dostop do novega območja. Doseže območje, ki vključuje serijo računalnikov in eno od čelad za nadzor uma, ki jo napaja bližnja vtičnica. Fant potegne vtič iz vtičnice, pri čemer lik prevzame enako držo kot zombiji, igra pa se konča nekaj trenutkov kasneje.

### Teorije
Novinarji in igralci so ponudili več različnih teorij o glavnem koncu igre (osvoboditev Klobčiča) in alternativnem koncu.
Ena teorija domneva, da fanta večino igre nadzira Klobčič, ki ga kasneje osvobodi. Kot je opisal Jeffrey Matulef iz Eurogamerja, igra prikazuje, kot da ima Klobčič nekakšno magnetno privlačno silo, ki fanta vodi do tega, da ogrozi svoje življenje in brez dvoma vstopi v rezervoar, kjer je Klobčič, z namenom, da ga osvobodi. Igralci so špekulirali o teoriji, da alternativni konec deluje v nasprotju s ciljem Klobčiča, odklop računalnikov pa je sprostitev nadzora Klobčiča nad fantom. Nekateri verjamejo, da je človeštvo v notranjem svetu skorajda uničeno zaradi neke biološke katastrofe in da znanstveniki eksperimentirajo s Klobčičem, da lahko nadzoruje misli zelo daleč stran, da se osvobodi. To se predvideva, ker so pod vodo velike količine stavb. Ko Klobčič pobegne, je prikazana 3d scena, ki predstavlja obale, na katere Klobčič prispe po pobegu iz rezervoarja z vodo. Podobna teorija je, da fanta nadzira eden ali več znanstvenikov, kar dokazuje tudi to, kako se zdi, da nekateri znanstveniki pomagajo Klobčiču pri pobegu iz objekta. V tej teoriji znanstveniki fanta postavljajo pred številne nevarnosti, da pridobi moč in inteligenco, tako da jih lahko Klobčič absorbira, ko ga deček osvobodi, in izboljša bitje na zaželen način znanstvenikov.
Bolj metafikcijska interpretacija igre od njenega alternativnega konca, ki velja za najbolj priljubljeno, temelji na predstavi o igralcu. Matulef povzema teorijo v "dečka nadzira uporniška sila, ki jo predstavlja igralec". Odklapljanje vtiča v končnem območju je podobno konceptu Matrice, kot ga je opisal Tim Clark iz PC Gamerja. Matulef pojasnjuje, da je lokacija alternativnega konca znana le igralcu, ki pozna glavni konec, ne pa tudi Klobčiču ali znanstvenikom. Z informacijo o pravem koncu igre je alternativni konec namenje dosegu zaključka igre, ki "navidezno konča fanta, mehurček in morebitne nehumane poskuse, ki se izvajajo".

## Razvoj
Playdead je julija 2010 izdal enobarvni Limbo, ki so ga kritično pohvalili in prodali več kot milijon primerkov. V nekaj mesecih po izidu je Playdead začel razvijati svojo drugo igro pod delovnim naslovom "Projekt 2". Kot duhovni naslednik Limba je Inside pridobil prednosti Limbojevega razvoja. Playdead je dejal, da sta si igri podobni, čeprav je Inside bolj "nor", "čuden" in 3D. Danski filmski inštitut je zagotovil milijon dolarjev sredstev za igro.
Čeprav je Playdead za Limbo izdelal prilagojeni igralni pogon, so za zmanjšanje delovne obremenitve pri razvoju Inside izbrali Unity. Razvijalci so za pogon ustvarili filter časovnega mehčanja robov, z naslovom "časovna reprojekcija", da bi za Inside ustvarili prepoznavno značilnost. Marca 2016 je Playdead izdal izvorno kodo pod odprtokodno licenco.